# Selina Gasparin
Pour les articles homonymes, voir Gasparin.
Selina Chernousova-Gasparin, née le 3 avril 1984 à Samedan en Suisse, est une biathlète suisse. Elle compte à son palmarès deux victoires en coupe du monde et une médaille d'argent olympique. Elle est la sœur aînée d'Elisa et Aita Gasparin, également biathlètes. Elle est aussi active en ski de fond.

## Carrière
Selina Gasparin commence les sports d'hiver par le ski de fond, lors de la saison 2000-2001, avant de disputer notamment deux éditions des Championnats du monde junior en 2002 et 2003. Elle se tourne vers le biathlon en 2004 alors qu'elle fait des études en Norvège. Initialement autodidacte, sa victoire lors du championnat de Suisse junior en 2005 lui permet de bénéficier de l'aide de sa fédération. Elle peut disputer alors la coupe du monde.
En 2010, Gasparin participe aux Jeux olympiques de Vancouver et est la seule représentante de son pays en biathlon. Elle obtient comme meilleur résultat une 40e place dans l'Individuel.
En 2013, en compétition en ski de fond, elle prend part aux Championnats du monde de Val di Fiemme, pour courir le dix kilomètres libre (31e). Aussi en Coupe du monde de ski de fond, elle marque des points sur sa première manche à Davos en février 2013 (21e) et obtient un autre résultat en décembre 2017 à Lenzerheide, terminant 18e du sprint. Elle gagne le championnat du monde militaire 2014 sur cinq kilomètres classique et monte sur plusieurs podiums dans des courses marathon de la Worldloppet.
Le 6 décembre 2013, Gasparin remporte sa première victoire en coupe du monde, qui est aussi son premier podium à ce niveau, en gagnant l'épreuve de sprint d'Hochfilzen. La semaine suivante, Gasparin gagne à nouveau en sprint, à Annecy-Le Grand-Bornand.
Le 14 février 2014, Selina Gasparin devient vice-championne olympique sur l'Individuel 15 km derrière la Biélorusse Darya Domracheva. Elle devient la première biathlète suisse, hommes et femmes confondus, à remporter une médaille aux Jeux olympiques. Elle termine la saison 2013-2014 au 11e rang de la Coupe du monde, le meilleur classement général de sa carrière. Elle est absente du circuit lors de la saison en 2014-2015 en raison d'une grossesse, et donne naissance à une fille en février 2015. Selina Gasparin reprend l'entraînement en juillet et retrouve la Coupe du en décembre 2015.
Malgré des performances irrégulières, et une nouvelle pause en raison de la naissance de sa seconde fille à l'automne 2018, elle parvient à remonter sur la deuxième marche du podium à deux reprises, sur les poursuites d'Antholz en janvier 2016 et de Kontiolahti en mars 2020. Elle signe également une belle quatrième place, toujours en poursuite, au Grand-Bornand en décembre 2017.
Elle obtient ses premiers podiums en relais, en compagnie de ses sœurs Elisa et Aita et de Lena Häcki, au cours de la saison 2019-2020. Les Suissesses terminent ainsi 2e à Östersund et 3e à Hochfilzen puis Ruhpolding. Le relais féminin suisse finit la saison au second rang de la Coupe du monde de relais derrière les Norvégiennes, qui ont gagné toutes les courses. Aux Championnats du monde 2021, elle se classe sixième de l'individuel, ce qui est son meilleur résultat personnel lors de mondiaux.
Elle effectue une saison supplémentaire mais ne brille guère. Elle rentre en effet dans les points de la Coupe du monde 2021-2022 une seule fois (individuel d'Östersund en début de saison). Malgré ses très mauvaises performances, elle est sélectionnée pour les Jeux olympiques 2022 à Pékin. Elle participe donc à sa quatrième olympiade. Elle dispute seulement l'individuel (62e). Alignée sur le relais féminin en troisième position elle n'a pas l'occasion de courir car Irene Cadurisch, la première relayeuse suisse, est victime d'un malaise sur la piste et doit abandonner. Selina Gasparin prend sa retraite à l'issue de l'hiver après sa dernière course de Coupe du monde à Oslo (41e de la poursuite).
L'entraîneur de l'équipe de Suisse en 2006, Manfred Geyer, estime que l'épreuve qui lui convient le mieux est la poursuite.
En novembre 2023, elle intègre Swiss ski en tant que responsable de relève.

## Vie personnelle
En juin 2014, elle se marie avec Ilya Chernousov, fondeur russe médaillé comme elle aux Jeux olympiques de 2014. Le couple a deux filles nées en février 2015 et en octobre 2018.

## Palmarès

### Jeux olympiques d'hiver
| Édition / Épreuve | Individuel                         | Sprint | Poursuite | Mass start | Relais  | Relais mixte                     |
| ----------------- | ---------------------------------- | ------ | --------- | ---------- | ------- | -------------------------------- |
| Vancouver 2010    | 40e                                | 56e    | 48e       | —          | —       | Épreuve inexistante à cette date |
| Sotchi 2014       | Médaille d'argent, Jeux olympiques | 13e    | 15e       | 10e        | 9e      | 13e                              |
| Pyeongchang 2018  | 65e                                | 41e    | 39e       | —          | 6e      | —                                |
| Pékin 2022        | 62e                                | —      | —         | —          | Abandon | —                                |

Légende :
- : première place, médaille d'or
- : deuxième place, médaille d'argent
- : pas d'épreuve
- — : Non disputée par Gasparin

### Championnats du monde
| Édition / Épreuve       | Individuel        | Sprint            | Poursuite         | Mass start        | Relais            | Relais mixte | Relais mixte simple              |
| ----------------------- | ----------------- | ----------------- | ----------------- | ----------------- | ----------------- | ------------ | -------------------------------- |
| Anterselva 2007         | 44e               | 71e               | —                 | —                 | —                 | —            | Épreuve inexistante à cette date |
| Östersund 2008          | 99e               | 37e               | 46e               | —                 | —                 | —            | Épreuve inexistante à cette date |
| Pyeongchang 2009        | 55e               | 61e               | —                 | —                 | —                 | —            | Épreuve inexistante à cette date |
| Khanty-Mansiïsk 2010    | J.O. de Vancouver | J.O. de Vancouver | J.O. de Vancouver | J.O. de Vancouver | J.O. de Vancouver | 13e          | Épreuve inexistante à cette date |
| Khanty-Mansiïsk 2011    | 13e               | 55e               | N.P.              | —                 | —                 | —            | Épreuve inexistante à cette date |
| Ruhpolding 2012         | 51e               | 12e               | 13e               | 26e               | 21e               | 10e          | Épreuve inexistante à cette date |
| Nové Město 2013         | 20e               | 42e               | 40e               | —                 | 13e               | 12e          | Épreuve inexistante à cette date |
| Holmenkollen 2016       | 17e               | 67e               | —                 | —                 | 16e               | 14e          | Épreuve inexistante à cette date |
| Hochfilzen 2017         | 45e               | 11e               | 29e               | 18e               | 13e               | —            | Épreuve inexistante à cette date |
| Östersund 2019          | 9e                | 30e               | 43e               | 22e               | 13e               | —            | —                                |
| Antholz-Anterselva 2020 | 57e               | 25e               | 40e               | —                 | 6e                | 10e          | —                                |
| Pokljuka 2021           | 6e                | 15e               | 15e               | 18e               | 12e               | 10e          | —                                |

Légende :
- — : non disputée par Gasparin
- : pas d'épreuve
- N.P. : non-partante

### Coupe du monde
- Meilleur classement général : 11e en 2014.
- 5 podiums individuels : 2 victoires, 3 deuxièmes places[12].
- 3 podium en relais : 1 deuxième place, 2 troisièmes places.

Palmarès au 14 mars 2020.
| Saison / Épreuve | Sprint                             | Total |
| ---------------- | ---------------------------------- | ----- |
| 2013-2014        | Hochfilzen Annecy-Le Grand-Bornand | 2     |
| Total            | 2                                  | 2     |

| Saison / Épreuve | Classement général final | Individuel | Sprint | Poursuite | Mass start |
| ---------------- | ------------------------ | ---------- | ------ | --------- | ---------- |
| 2005-2006        | nc                       |            | nc     |           |            |
| 2006-2007        | nc                       | nc         | nc     |           |            |
| 2007-2008        | nc                       | nc         | nc     | nc        |            |
| 2008-2009        | 84e                      | nc         | 77e    | nc        |            |
| 2009-2010        | 36e                      | 21e        | 35e    | 34e       |            |
| 2010-2011        | 29e                      | 17e        | 30e    | 40e       | 25e        |
| 2011-2012        | 29e                      | nc         | 26e    | 27e       | 35e        |
| 2012-2013        | 19e                      | 8e         | 24e    | 33e       | 16e        |
| 2013-2014        | 11e                      | 19e        | 6e     | 12e       | 10e        |
|                  |                          |            |        |           |            |
| 2015-2016        | 24e                      | 13e        | 23e    | 24e       | 35e        |
| 2016-2017        | 17e                      | nc         | 19e    | 20e       | 7e         |
| 2017-2018        | 25e                      | 28e        | 32e    | 24e       | 24e        |
| 2018-2019        | 66e                      | 33e        | 77e    | nc        | 39e        |
| 2019-2020        | 40e                      | 42e        | 33e    | 26e       |            |
| 2020-2021        | 34e                      | 30e        | 34e    | 32e       | 37e        |
| 2021-2022        | 100e                     | 57e        | nc     | nc        |            |

### Ski de fond
- Meilleur classement général en Coupe du monde : 87e en 2018.
- 31e du dix kilomètres libre aux Championnats du monde 2013 à Val di Fiemme.